# Schistonyx
Schistonyx is een geslacht van vliesvleugelige insecten van de familie spinnendoders (Pompilidae).

## Soorten
- S. guigliae Junco y Reyes, 1953
- S. perezi (Tournier, 1895)
- S. umbrosus (Klug, 1834)